# Future (The Seeds)
Future è il terzo album dei The Seeds, pubblicato dalla GNP Crescendo Records nell'agosto del 1967.
I brani del disco furono registrati il 3 novembre 1966; 16 e 29 gennaio, 3 febbraio, 4 marzo, 17-18-19-20 e 24 aprile, 2-3 e 12 maggio, 6 giugno 1967 al Gold Star Studios di Hollywood, California (Stati Uniti).
Nel 1968 la casa discografica GNP Crescendo pubblicò lo stesso identico album (Future) per il mercato italiano con il titolo di Il futuro inizia con noi (Serie Smeraldo, numero di catalogo POP 53).

## Tracce
Lato A
1. Introduction – 1:03 (Sky Saxon)
2. March of the Flower Children – 1:45 (Sky Saxon, Daryl Hooper)
3. Travel with Your Mind – 3:00 (Sky Saxon, Jan Savage, Daryl Hooper)
4. Out of the Question – 3:02 (Sky Saxon, Russ Serpent)
5. Painted Doll – 3:20 (Sky Saxon)
6. Flower Lady & Her Assistant – 3:15 (Sky Saxon)
7. Now a Man – 3:20 (Sky Saxon, Jan Savage, Daryl Hooper)

Durata totale: 18:45
Lato B
1. A Thousand Shadows – 2:25 (Sky Saxon, Jan Savage, Daryl Hooper)
2. Two Fingers Pointing at You – 3:10 (Sky Saxon)
3. Where Is the Entrance Way to Play – 2:55 (Sky Saxon)
4. Six Dreams – 3:05 (Sky Saxon)
5. Fallin' – 7:40 (Sky Saxon, Daryl Hooper)

Durata totale: 19:15
Edizione doppio CD del 2013, pubblicato dalla Big Beat Records (CDWIK2 312)
CD 1
1. Intro/March of the Flower Children – 2:52 (S. Saxon/S. Saxon, D. Hooper)
2. Travel with Your Mind – 3:10 (S. Saxon, J. Savage, D. Hooper)
3. Out of the Question – 2:16 (S. Saxon, R. Serpent)
4. Painted Doll – 3:24 (S. Saxon)
5. Flower Lady and Her Assistant – 3:29 (S. Saxon)
6. Now a Man – 3:21 (S. Saxon, J. Savage, D. Hooper)
7. A Thousand Shadows – 2:30 (S. Saxon, J. Savage, D. Hooper)
8. Two Fingers Pointing on You – 3:13 (S. Saxon)
9. Where Is the Entrance Way to Play – 2:52 (S. Saxon)
10. Six Dreams – 3:11 (S. Saxon)
11. Fallin' – 7:45 (S. Saxon, D. Hooper)
12. Chocolate River – 3:09 (S. Saxon, D. Hooper) – Bonus Track - Mono Mix
13. Sad and Alone – 2:22 (S. Saxon, D. Hooper) – Bonus Track - Mono Mix
14. The Wind Blows Your Hair – 3:09 (S. Saxon, B. Biglow) – Bonus Track - Mono Mix
15. Travel with Your Mind – 3:06 (S. Saxon, J. Savage, D. Hooper) – Bonus Track - Mono Mix
16. Painted Doll – 3:23 (S. Saxon) – Bonus Track - Mono Mix
17. Flower Lady and Her Assistant – 3:17 (S. Saxon) – Bonus Track - Mono Mix
18. Now a Man – 3:20 (S. Saxon, J. Savage, D. Hooper) – Bonus Track - Mono Mix
19. Two Fingers Pointing on You – 3:11 (S. Saxon) – Bonus Track - Mono Mix
20. Where Is the Entrance Way to Play – 2:52 (S. Saxon) – Bonus Track - Mono Mix
21. Six Dreams – 3:01 (S. Saxon) – Bonus Track - Alternate Mono Mix
22. Fallin' – 7:42 (S. Saxon, D. Hooper) – Bonus Track - Mono Mix
23. The Navy Swings – 1:03 (R. Andridge, S. Saxon, D. Hooper, J. Savage) – Bonus Track - Mono Mix

Durata totale: 77:38
CD 2
1. Rides Too Long – 2:58 (S. Saxon, D. Hooper, J. Savage) – Contact High: The Future Sessions
2. Chocolate River – 3:10 (S. Saxon, D. Hooper) – Contact High: The Future Sessions
3. Flower Lady and Her Assistant – 4:11 (S. Saxon) – Contact High: The Future Sessions - Take 1
4. Where Is the Entrance Way to Play – 2:55 (S. Saxon) – Contact High: The Future Sessions - Alt. Mix
5. Sad and Alone – 2:45 (S. Saxon, D. Hooper) – Contact High: The Future Sessions
6. Contact High – 3:35 (S. Saxon, D. Hooper, J. Savage) – Contact High: The Future Sessions - Take 1
7. Travel with Your Mind – 3:12 (S. Saxon, D. Hooper, J. Savage) – Contact High: The Future Sessions - Alt. Mix
8. Six Dreams – 3:00 (S. Saxon) – Contact High: The Future Sessions - Take 4
9. Two Fingers Pointing on You – 3:03 (S. Saxon) – Contact High: The Future Sessions - Take 1
10. The Wind Blows Your Hair – 3:08 (S. Saxon, B. Biglow) – Contact High: The Future Sessions - Version 2
11. March of the Flower Children – 1:49 (S. Saxon, D. Hooper) – Contact High: The Future Sessions - Alt. Mix
12. A Thousand Shadows – 2:27 (S. Saxon, D. Hooper, J. Savage) – Contact High: The Future Sessions - Take 7
13. Gypsy Plays His Drums – 5:33 (S. Saxon, D. Hooper) – Contact High: The Future Sessions - Version 1
14. Satisfy You – 2:32 (S. Saxon, J. Savage) – Contact High: The Future Sessions - Version 1
15. 900 Million People Daily All Making Love – 9:44 (S. Saxon) – Contact High: The Future Sessions - Full Length Version

Durata totale: 54:02

## Musicisti
- Sky Saxon - voce solista, basso
- Jan Savage - chitarra, gong, voce
- Daryl Hooper - pianoforte, organo, sitar
- Harvey Sharpe - basso
- Rick Andridge - batteria

Note aggiuntive
- Sky Saxon e Daryl Hooper - arrangiamenti, conduttori musicali
- Marcus Tybalt - produttore
- Doc Siegel - ingegnere del suono
- Lord Tim Hudson - management